# Бранко Цървенковски
Бранко Цървенковски (на македонска литературна норма: Бранко Црвенковски) е северномакедонски политик, неколкократен министър-председател и трети президент на Северна Македония (2004 – 2009).

## Биография

### Ранен живот и образование
Роден е в Сараево, тогава Народна република Босна и Херцеговина на 12 октомври 1962 г. През 1963 г. семейството му се мести в Скопие. Основно и средно образование завършва в Скопие. През 1980 г. се записва в Електротехническия факултет на Скопския университет, като го завършва през 1985 година, със специалност в информационните технологии и автоматиката. След дипломирането си работи в предприятието "Семос", където става и директор.

### Политическа кариера
През ноември 1989 г. Цървенковски е избран за член на Председателството на Централния комитет на Съюза на комунистите на Македония на Десетия конгрес на партията. През 1990 г. е началник на изборния щаб на СКМ-ПДП на първите парламентарни избори в Македония. На тези избори е избран за депутат от 111 едномандатен избирателен район "Център" с 3471 гласа или 38,78% от имащите право на глас. Като депутат Цървенковски е избран за председател на Комисията за външна политика в Събранието и е един от инициаторите за провеждането на референдум за независима Македония. На 20 април 1991 г. на Първия конгрес на Социалдемократическия съюз на Македония е избран за негов пръв председател, като на този пост е преизбран на конгресите през 1995, 1999, 2003, май 2009 и юни 2009 г.
На 4 септември 1992 г. е избран за министър-председател на Северна Македония, като неговия кабинет е съставен от СДСМ, Либералната партия, Социалистическата партия на Македония и Партията за демократичен просперитет. Той е първият македонски премиер, който прокарва идеята за участие на албански партии в правителството. С възрастта си от 29 години той е най-младият министър-председател в историята на Македония. По време на първия си мандат като министър-председател успява да стабилизира икономиката и да започне процеса на приватизация, а на 8 април 1993 г. Македония става член на ООН под името "Бивша югославска република Македония". 
На 20 декември 1994 г. е избран за втори път като министър-председател в резултат от проведените през октомври 1994 г. парламентарни избори, които са спечелени от предизборната коалиция Съюз за Македония, съставена от СДСМ, ЛП и СПМ, които получават 95 места в Събранието, заради бойкота на втория тур от страна на опозиционните ВМРО-ДПМНЕ и Демократическата партия на Петър Гошев, които обвиняват управляващите във фалшификация на изборите, като така оставят парламента без опозиция. Във вторият му кабинет, освен Съюзът за Македония, към тях се присъединява и ПДП, като този състав остава до 23 февруари 1996 г., когато от властта е отстранена Либералната партия. По време на втория си мандат като премиер Македония става член на ОССЕ, Съвета на Европа, програмата на НАТО - "Партньорство за мир", подписани са и първите договори с МВФ и Световната банка.
В периода 1998 – 2002 г. е депутат от пропорционалната листа на СДСМ и лидер на опозицията в северномакедонския парламент. През 2002 г. става отново премиер на Северна Македония, а през април 2004 г. спечелва президентските избори в републиката след смъртта на Борис Трайковски. Цървенковски е известен със своите антибългарски възгледи, които му помагат да бъде избран за президент.
Северномакедонският политик е подал документи за българско гражданство още през 2011 г. в края на президентския мандат на Георги Първанов.

### Семейство
Родът на Бранко Цървенковски е от село Слатино, Дебърца, което преди век е било чисто българско. Баща му се казва Любе. Често се бърка, че Бранко Цървенковски е племенник на югофункционера и виден македонист Кръсте Цървенковски, но това не е вярно.
Бранко е женен за Ясмина Цървенковска, имат две деца.